# センチメンタルガール
「センチメンタルガール」は、西城秀樹の39枚目のシングル。1981年9月5日にRCAから発売された。

## 解説
作曲は「DESIRE -情熱-」（中森明菜）などの作曲で知られる、鈴木キサブローが初めて担当した。全編アコースティック・ギターのストロークが流れる、軽快なロック・ナンバーである。
オリコンでは最高位17位（100位内14週）、9.8万枚のセールスだった。デビュー3作目の「チャンスは一度」以来、9年ぶりに売上げが10万枚に至らなかった。

## 収録曲
1. センチメンタルガール
作詞：あまがいりゅうじ／作曲：鈴木キサブロー／編曲：若草恵
2. ムーンライト・パーティー
作詞：有川正沙子／作曲・編曲：林哲司

## この頃のできごと
- 1981年9月10日～9月14日 - 香港にて初のコンサートを開催する[2]。この頃から東アジア各国でも絶大な人気を博し、ジャッキー・チェンとともに「東洋の2大スーパースター」と称されるようになった。
- 1981年11月3日 - 第8回となる日本武道館でのリサイタルを開催した。